# سكر التمر
سكر التمر، هو نوع من السكر، مصنوع من التمر المجفف، يوجد بشكل شائع في متاجر الأغذية الطبيعية، وهو أقل معالجة من السكريات التقليدية. 

## الوصف
يعتبر سكر التمر من أفضل بدائل السكر، وهو عبارة عن تمر مجفف مطحون، وغذاء صحي ومفيد، يشبه تناول ثمرة التمر المليء بالعناصر والفوائد، يضيف حلاوة غنية للوصفات الطبيعية.

## الإنتاج

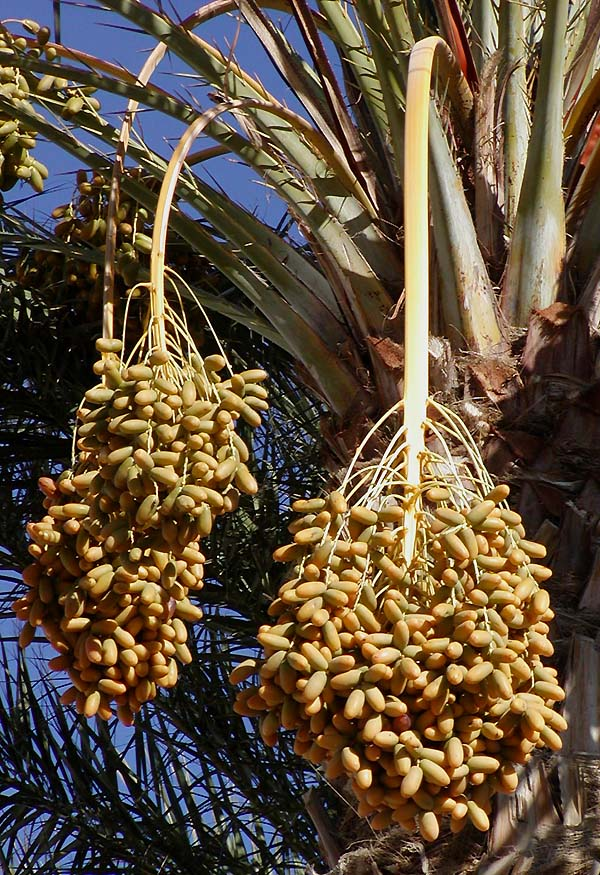
ثمار التمر على شجرة النخيل

يصنع سكر التمر من التمور المجففة، تتضمن العملية تنظيف وإزالة النوى وتجفيفه في الشمس وثم عملية الطحن.